# Ezcároz - Ezkaroze
Ezcároz là một đô thị trong tỉnh và cộng đồng tự trị Navarre, Tây Ban Nha. Ezcároz nằm ở khu vực sử dụng Đô thị này có dân số là 358 người. Đô thị Ezcároz có diện tích 29,27 km² nằm ở độ cao 741=2 m trên mực nước biển, cách tỉnh lỵ 84 km. Tiếng Basque không phải là ngôn ngữ chính thức ở đô thị này.

## Biến động dân số
| Biến động dân số | Biến động dân số | Biến động dân số | Biến động dân số | Biến động dân số | Biến động dân số | Biến động dân số | Biến động dân số | Biến động dân số | Biến động dân số | Biến động dân số |
| 1996             | 1998             | 1999             | 2000             | 2001             | 2002             | 2003             | 2004             | 2005             | 2006             | 2007             |
| ---------------- | ---------------- | ---------------- | ---------------- | ---------------- | ---------------- | ---------------- | ---------------- | ---------------- | ---------------- | ---------------- |
| 364              | 356              | 363              | 362              | 369              | 364              | 363              | 363              | 363              | 352              | 363              |
| Nguồn:           |                  |                  |                  |                  |                  |                  |                  |                  |                  |                  |